# Super Monaco GP
Super Monaco GP (スーパーモナコGP, Sūpā Monako GP) é um jogo eletrônico simulador de corrida de Fórmula 1 lançado pela Sega, originalmente como um jogo de arcade para a placa Sega X Board em 1989, seguido por portes para vários consoles de jogos eletrônicos e computadores domésticos no início dos anos 1990. É a sequência do jogo de arcade de 1979, Monaco GP. O jogo de arcade consiste em uma corrida, o Grande Prêmio de Mônaco, mas os portes posteriores adicionaram mais cursos e modos de jogo baseados no Campeonato Mundial de Fórmula 1 de 1989.
O conceito original de Super Monaco GP veio de Hisao Oguchi, que na época era um planejador de jogos da Sega. O jogo de arcade continha paródias de marcas reais que eram patrocinadoras da Fórmula 1, o que levou a um processo da Philip Morris por publicidade de produtos de tabaco. Pouco depois do lançamento do jogo para arcade, Super Monaco GP foi portado para consoles de jogos eletrônicos da Sega, o Mega Drive, Game Gear e Master System. A desenvolvedora britânica U.S. Gold portou o jogo para computadores.
As versões de arcade e Mega Drive de Super Monaco GP receberam críticas positivas, e a versão de arcade gerou uma grande receita no Japão. As análises positivas se concentraram nos gráficos e na jogabilidade do jogo. Os portes para sistemas de 8 bits foram menos bem recebidos por sua dificuldade e diferenças no jogo.

## Jogabilidade

Uma captura de tela típica do jogo da versão arcade de Super Monaco GP. O espelho retrovisor está na parte superior e as informações são fornecidas ao jogador em toda a tela.

Na versão arcade de Super Monaco GP, o jogo é uma simulação do Grande Prêmio de Mônaco. Os jogadores devem se qualificar para a corrida em torno de um curto-circuito antes de jogar a corrida principal; não completar a volta antes que o cronômetro de 45 segundos termine resulta em um Game over. O desempenho na volta de prática determinará a posição inicial do jogador no grid. A corrida é então jogada contra 19 pilotos controlados por computador, e os jogadores têm que se manter acima de um limite de posição em contagem regressiva, ou então o jogo termina. Cada corrida consiste em três voltas na pista principal. Antes do início da corrida, o jogador tem a opção de escolher a transmissão do carro, entre automática, manual de 4 marchas e manual de 7 marchas.  Os jogadores controlam seus carros com um volante e trocam a marcha com placas montadas atrás do volante, em um sistema semelhante aos carros fabricados pela Ferrari. A aceleração e a frenagem são feitas por pedais. Os 20% superiores da tela do jogo servem como um espelho retrovisor, permitindo aos jogadores ver atrás de seus carros.
Além do modo arcade, a versão de Mega Drive adiciona um modo de Campeonato Mundial à jogabilidade. No modo, os jogadores competem contra oponentes controlados pelo computador em pistas de corrida, incluindo Brands Hatch e Hockenheimring, abrangendo todas as pistas do Campeonato Mundial de Fórmula 1 de 1990. O objetivo do jogo é vencer o Campeonato Mundial contra outros pilotos. Ao longo de uma temporada, os jogadores podem ser convidados a ingressar em uma equipe de corrida melhor, o que lhes dá um carro mais rápido para correr. Um sistema de senha é usado para salvar o progresso no modo Campeonato Mundial, que leva aproximadamente duas horas para ser concluído.
Ao contrário do porte de Mega Drive, a versão de Master System não é uma verdadeira conversão do jogo de arcade original. O jogo inclui um modo Grand Prix, que permite ao jogador correr em uma série de pistas, bem como um modo versus, onde dois jogadores podem competir em uma corrida entre uma e nove voltas. A seleção da transmissão também é diferente, permitindo seleções entre 3, 5 e 7 velocidades. Os portes de Amiga e Commodore 64 oferecem, cada um, quatro pistas para jogar no modo arcade.

## Aspectos históricos e técnicos

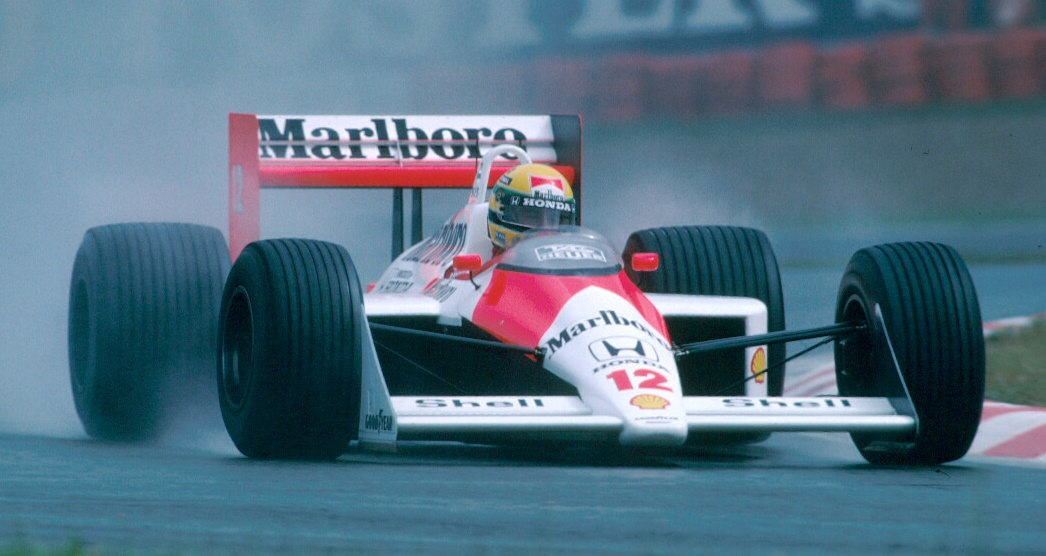
Os gabinetes de arcade do Super Monaco GP foram projetados para se parecerem com os carros de F1 da McLaren e do campeão de F1 de 1988 Ayrton Senna. O patrocinador da McLaren, a marca de cigarros Marlboro, foi parodiado como "Malbobo" no lançamento inicial do jogo de arcade, levando a uma ação judicial do fabricante da marca, Philip Morris.

A ideia da versão arcade de Super Monaco GP veio de Hisao Oguchi, que na época era um planejador de jogos da Sega. Mais jovem, Oguchi jogou o Monaco GP, lançado pela Sega em 1979 . Quando Oguchi decidiu projetar um jogo baseado na Fórmula 1, ele começou com um nome diferente, mas escolheu Super Monaco GP depois de ouvir opiniões de que o nome era bom. Ele também fez referência a um paralelo entre o Grande Prêmio de Mônaco ser o principal evento do automobilismo e a Sega ser a principal empresa de arcades.
Super Monaco GP foi o primeiro jogo de arcade em que o gabinete de arcade deu feedback direto em resposta à jogabilidade. O volante do jogo inclui feedback de força com precisão em resposta aos movimentos do jogador no jogo. Utilizando a Sega X Board para a placa de sistema do arcade, Super Monaco GP roda a 60 quadros por segundo e é exibido em uma tela de 26 polegadas. O gabinete também inclui uma lente Fresnel para fazer a imagem do jogo parecer maior. O gabinete arcade de luxo veio equipado com o sistema "Air Drive" da Sega, que movia o assento do motorista e soprava ar no cockpit para aumentar a sensação de realismo que o jogador sentiria. Até oito gabinetes podem ser conectados por meio do cabo "Power Link" da Sega, que foi demonstrado pela primeira vez no show AMOA de 1988. Ambas as versões de luxo e vertical do gabinete estavam disponíveis, e todos os modelos foram pintados para se parecerem com carros da equipe de F1 da McLaren, a equipe do campeão de F1 de 1988 Ayrton Senna.
Super Monaco GP foi lançado para arcades em maio de 1989 no Japão. Ele estreou nos Estados Unidos em agosto do mesmo ano, quando o presidente da Sega Enterprises USA, Tom Petit, o estreou para distribuidores de arcade no Hotel Sofitel em Chicago. Lá, Petit revelou para cerca de 40 outras empresas o sucesso do jogo na Europa e na Ásia, e seus resultados de teste bem-sucedidos nos Estados Unidos, além da data de lançamento na América do Norte em setembro. Pouco depois do lançamento de arcade, Super Monaco GP foi portado para o Mega Drive, Game Gear e Master System. Também foi portado pela U.S. Gold para computadores, incluindo o Amiga, Commodore 64, Atari ST, Amstrad CPC, e ZX Spectrum. A versão de Amiga oferece a opção de direção com joystick ou mouse. Para compensar a falta de engajamento que o jogo doméstico tinha em comparação com o gabinete de arcade, a Sega adicionou mais pistas e modos de jogo.
Embora o lançamento inicial para distribuidores da versão arcade tenha sido muito popular, Super Monaco GP foi o assunto de uma ação judicial da Philip Morris sobre sua marca de cigarros Marlboro sendo parodiada no jogo como "Malbobo". Não foi a única marca a ser parodiada, já que marcas como a Ford foram parodiadas como "Fodo", Mobil 1 como "Modil 2" e Canon como "Conan". No entanto, as aparições de "Malbobo" no jogo levaram a uma reclamação à Comissão Federal de Comércio dos Estados Unidos por um professor da Faculdade de Medicina da Geórgia de que Super Monaco GP estava anunciando cigarros para crianças, a maioria jogadores de jogos de arcade. Embora a Sega argumentasse que as paródias eram tentativas dos desenvolvedores de jogos de criar um ambiente realista, a Philip Morris ainda processou porque o jogo já havia sido lançado nos arcades. A tabacaria também processou a Namco por causa das imagens da Marlboro em seu jogo Final Lap de 1987. A Philip Morris queria um recall total do jogo, bem como uma compensação financeira e todo o material publicitário destruído, mas fechou um acordo com a Sega em maio de 1992. Como condição para o acordo, a Sega veiculou anúncios nas publicações de arcade RePlay e Play Meter para oferecer a substituição dos chips do jogo por novos sem publicidade e pagar a cada operador de arcade US$ 200 pela devolução dos chips originais. Após o acordo, alguns críticos do tabaco criticaram as ações da Philip Morris no processo, chamando as ações da empresa de tabaco de golpe de publicidade.

## Recepção
A versão de arcade foi um sucesso comercial e crítico nos arcades japoneses. No gráfico de ganhos de arcade da Famicom Tsūshin, ele foi o segundo em agosto de 1989, logo abaixo do jogo de corrida de polígono 3D da Namco, Winning Run. Tornou-se o maior ganhador da publicação em setembro de 1989, e manteve seu lugar em outubro de 1989 acima da versão de arcade da Sega do jogo de quebra-cabeça Tetris. Na Europa, a versão arcade de Super Monaco GP foi aclamada pelos revisores. Ele ficou em segundo lugar na lista da revista Computer and Video Games dos principais jogos de arcade de 1989. Um revisor da Commodore User chamou o jogo de "sem dúvida o jogo de direção mais realista que já joguei" e destacou os gráficos do jogo, a experiência do gabinete de arcade e o alto nível de dificuldade. Outro revisor, da Sinclair User, chamou Super Monaco GP de "rápido, barulhento, extremamente colorido e extremamente detalhado". As revisões da ACE e Computer and Video Games também recomendam fortemente que os leitores joguem o jogo por causa da experiência divertida. Ayrton Senna era supostamente um fã do jogo coin-op, e isso influenciou suas contribuições para a sequência do jogo, Ayrton Senna's Super Monaco GP II.
A versão de Mega Drive também foi muito aclamada. Dois revisores da Mean Machines elogiaram os gráficos e a capacidade de repetição do jogo, bem como o modo World Championship adicionado. De acordo com a Mega em 1994, o jogo de Mega Drive estabeleceu um padrão "que muitos ainda não conseguem emular". Em junho de 1994, ainda era o jogo de direção com melhor avaliação da publicação para o Mega Drive. Julian Boardman, da Raze, deu uma crítica positiva à versão de Mega Drive por seu realismo e facilidade de leitura do layout da tela, embora tenha notado que mudar acidentalmente de marcha enquanto tentava dirigir era uma possibilidade distinta com o controle do Mega Drive. Tony Dillon da ACE foi menos positivo sobre a jogabilidade, criticando que ela não oferece novos conceitos que não tenham sido feitos em jogos de corrida antes e que o jogo é "uma conversão não inspirada do coin-op". De acordo com o jornalista de jogos eletrônicos Ken Horowitz, o porte de Mega Drive foi o que mais chamou a atenção para a franquia.
Os portes 8 bits de Super Monaco GP foram menos bem recebidos. Boardman chamou o porte de Master System de "não é uma verdadeira conversão da máquina de arcade da Sega" e apontou elementos ausentes no jogo, mas chamou-o de "um jogo de direção muito competente". Escrevendo para a Computer and Video Games, Julian Rignall notou a curva de aprendizado com a sensibilidade da direção para a versão Master System, mas elogiou o valor duradouro do jogo para a diversão. A Mean Machines Sega criticou a conversão de Game Gear, chamando o jogo de "monótono demais para palavras". Em contraste, dois revisores da Zzap! 64 compararam o porte de Commodore 64 com o porte de Amiga e deram notas mais altas aos gráficos coloridos do C64, mas mais sensação de velocidade no Amiga. Ao revisar a versão do ZX Spectrum, o revisor James Leach da Your Sinclair criticou os gráficos do jogo por serem muito rápidos, mas elogiou o jogo como divertido.